# Fédération française de la course landaise
La Fédération française de la course landaise, créée en 1953, est agréée par le ministère de la jeunesse et des sports. Elle organise et règlemente le fonctionnement de la course landaise en France.

## Présentation
Elle est composée de 230 clubs organisateurs regroupant 2 400 adhérents, 201 toreros détenteurs d'une licence de pratiquant et 16 éleveurs totalisant 1 200 vaches landaises.
Elle est à l'origine du Festival art et courage.